# Rebelión de los Godínez
Rebelión de los Godínez es una película de comedia mexicana de 2020 escrita y dirigida por Carlos Morett. La película está protagonizada por Gustavo Egelhaaf, Alejandro Suárez y Bárbara de Regil. La película se estrenó el 28 de febrero de 2020 y recibió críticas generalmente negativas por parte de los críticos. También se transmitió a través de Netflix el 20 de mayo de 2020.

## Sinopsis
Omar se ve obligado a conseguir un trabajo para ganarse la vida en una empresa de tecnología en Ciudad de México después de que su abuelo sufre un infarto y Omar necesita financiar la salud de su abuelo, pero Omar conoce a un grupo peculiar en un trabajo de nueve a cinco.

## Elenco
- Gustavo Egelhaaf como Omar Buendía
- Alejandro Suárez como Abuelo
- Bárbara de Regil como Tonia Davich
- Mauricio Argüelles como Roberto Davich
- César Rodríguez como Hugo Chances
- Fernando Becerril como Braulio
- José Sefami como Xavier Delgado